# Andreas Molterer
Andreas „Anderl“ Molterer (* 8. Oktober 1931 in Kitzbühel, Tirol; † 24. Oktober 2023 ebenda) war ein österreichischer Skirennläufer. In den 1950er-Jahren konnte er über 50 Siege bei FIS-Rennen feiern, gewann mehrere Medaillen bei Olympischen Spielen und Weltmeisterschaften und wurde neunmal Österreichischer Meister.

## Karriere
Der gelernte Zimmermann kam 1948 zum Kitzbüheler Ski Club und wurde 1950 ins Nationalteam des Österreichischen Skiverbandes aufgenommen. Im Winter 1950/51 gelangen ihm seine ersten Podestplätze bei bedeutenden internationalen Rennen. Ein Jahr später feierte er in der Kombination von Zermatt den ersten Sieg. Drei weitere Saisonerfolge gelangen ihm in der Abfahrt des Gornergrat-Derbys und in den Riesenslaloms von Arosa und Zürs.
Eine wahre „Überform“ erreichte Molterer in der Saison 1952/53. In diesem Winter konnte er insgesamt 19 Bewerbe (6 Kombinationen, 5 Slaloms, 5 Riesenslaloms und 3 Abfahrten) für sich entscheiden: u. a. gewann er den Slalom und die Kombination bei den Arlberg-Kandahar-Rennen und die wichtigen Kombinationen in Wengen, Kitzbühel und Zermatt.
Zu Beginn des folgenden Winters konnte er an diese Ergebnisse vorerst nicht anschließen, auch bei den Weltmeisterschaften 1954 im schwedischen Åre holte er nur eine Bronzemedaille im Riesenslalom. Erst im weiteren Saisonverlauf konnte er wieder Rennen gewinnen und wiederholte unter anderem seine Kombinationssiege bei den Arlberg-Kandahar-Rennen und in Zermatt. Insgesamt acht Siege brachte die Saison 1954/55. Die wichtigsten waren wohl die Erfolge in Abfahrt und Kombination von Kitzbühel, aber auch bei den Überseerennen feierte er einige Siege und gewann den Slalom, den Riesenslalom und die Kombination in Stowe sowie die Kombination des Harriman Cups in Sun Valley.
Die Olympiasaison 1955/56 begann Molterer mit einem Sieg im Lauberhornslalom. Bei den Olympischen Winterspielen 1956 in Cortina d’Ampezzo gewann er die Silbermedaille im Riesenslalom und die Bronzemedaille in der Abfahrt, im Slalom fiel er durch Aufgabe aus. Dabei stand er aber immer im Schatten des dominierenden Toni Sailer, der alle Alpinbewerbe bei den Spielen gewann. Im weiteren Saisonverlauf feierte Molterer einen Dreifacherfolg in Slalom, Abfahrt und Kombination bei den Arlberg-Kandahar-Rennen, gewann die Gornergrat-Abfahrt von Zermatt (dazu Rang 2 in der Kombination und in der langen Abfahrt am 18. März), die Riesenslaloms in Arosa und Zürs sowie einige weitere Bewerbe, u. a. am 26. Februar den Slalom und – dank Rang 3 in der Abfahrt am Vortag – die Kombination beim „Eisgrabenrennen“ in Kaltenleutgeben.
Die Überlegenheit Sailers, besonders in den Abfahrten, war auch in der Saison 1956/57 gegeben. Molterer musste sich daher mit diversen Slalomsiegen begnügen: Er gewann jene am 14. Jänner am Lauberhorn (dazu Rang 3 in der Kombination), am 3. Februar bei der „11. Garmischer Wintersportwoche“ und am 30. Jänner in Bad Wiessee (Nachtslalom).
Zu Beginn des folgenden Winters feierte er am 18./19. Jänner seine nächsten Siege bei den Hahnenkammrennen in Kitzbühel, und zwar in der Abfahrt und Kombination. Vor den Weltmeisterschaften 1958 in Badgastein wurde er in den von der FIS erstellten Weltranglisten als „Nummer 1“ im Slalom ausgewiesen, jedoch blieb der Tiroler ohne Medaille (die Ränge 5 in Abfahrt und Kombination waren seine besten Platzierungen).
Im Winter 1958/59 gewann Molterer den Slalom und zum vierten Mal die Kombination von Kitzbühel und damit zum insgesamt neunten Mal einen Bewerb bei den Hahnenkammrennen. Unter anderem siegte er in der Abfahrt am 23. Jänner und (dank Rang 2 im Slalom am 24. Jänner) auch in der Kombination in Megève und in der Unglücksabfahrt am 7. März beim „Goldenen Wallbergschild“ in Rottach-Egern (im Slalom am 8. März wurde er Zweiter) und er gewann gegen Saisonende den Riesenslalom am Patscherkofel bei Innsbruck.
In der Saison 1959/60 erreichte Molterer, sieht man vom Riesenslalomsieg am 22. Jänner bei den Österreichischen Meisterschaften in Saalfelden ab, keine Spitzenplatzierungen mehr. Bei den Olympischen Winterspielen 1960 in Squaw Valley kam er nur auf den 12. Platz im Riesenslalom und den 19. in der Abfahrt, im Slalom ließ man ihn gar nicht mehr starten.
Nach den Spielen beendete Molterer seine Karriere bei den Amateuren und wechselte zu den Profis, bei denen er einige weitere Erfolge feierte. Danach betätigte er sich erfolgreich in der International Professional Ski Racing Association (IPSRA) in den USA, wo er auch als Skilehrer für Prominente und als Model für Skiausrüstung erfolgreich war. Im Sommer 1966 gründete er mit Pepi Gramshammer und Erich Sailer das „Red Lodge International Summer Ski Racing Camp“ bei Red Lodge (Montana). Hier werden bis heute amerikanische Jugendliche im alpinen Skisport unterrichtet. 1970 eröffnete er Molterer Sports in Aspen (Colorado), das er 17 Jahre lang führte.

### „Weißer Blitz aus Kitz“
Molterer wurde wegen seiner damals blonden Haare vielfach als „Weißer Blitz aus Kitz“ tituliert (im Gegensatz zu Toni Sailer, dem „Schwarzen Blitz aus Kitz“). Er galt allgemein als nicht so nervenstark wie Sailer; es wurde kolportiert, dass er in Trainings oder als Vorläufer ähnliche oder gar bessere Zeiten als Sailer gefahren sei, doch im Rennen hätte er dies nicht umsetzen können.

## Tod
Am 24. Oktober 2023 verstarb Andreas Molterer in seinem Geburtsort im Alter von 92 Jahren. Dort ruht er auf dem Stadtfriedhof.

## Erfolge

### Olympische Spiele
- Cortina d’Ampezzo 1956: 2. Riesenslalom, 3. Abfahrt
- Squaw Valley 1960: 12. Riesenslalom, 19. Abfahrt

### Weltmeisterschaften
- Åre 1954: 3. Riesenslalom, 5. Slalom, 7. Kombination, 34. Abfahrt
- Cortina d’Ampezzo 1956 : 2. Riesenslalom, 3. Abfahrt
- Bad Gastein 1958: 5. Abfahrt, 5. Kombination, 6. Riesenslalom, 8. Slalom
- Squaw Valley 1960 : 12. Riesenslalom, 19. Abfahrt

### Österreichische Meisterschaften
Andreas Molterer gewann neun österreichische Meistertitel:
- Slalom: 1954, 1955, 1959
- Riesenslalom: 1955, 1956, 1960
- Abfahrt: 1952, 1956
- Kombination: 1955

### Weitere wichtige Platzierungen
- Rang 2 bei der „Montafon-Abfahrt“ in Schruns am 16. Jänner 1954[25]
- Rang 2 in der Hahnenkamm-Abfahrt am 23. Jänner 1954[26]
- Rang 3 in der Hahnenkamm-Abfahrt am 14. Jänner 1956[27]
- vorerst zweimal Rang 3 und danach Rang 2 in Riesenslaloms am 23./24./25. März 1956 beim „Drei-Gipfel-Rennen“ in Arosa[28][29]
- Rang 2 in der Hahnenkamm-Abfahrt am 19. Jänner 1957[30]
- Rang 2 in der Abfahrt am 23. Jänner 1957 bei den „Vor-Weltmeisterschaften“ in Badgastein[31]
- Jeweils Rang 2 in zwei Abfahrten um den 3. März 1957 beim „Quebec-Cup“ in Mont-Tremblant[32]
- Rang 2 im Riesenslalom am 16. März 1957 bei den „Internationalen Skimeisterschaften der USA“ in Stowe[33]
- Ränge in der Abfahrt und 3 im Slalom beim „17. Harriman-Cup“ in Sun Valley am 23./24. März 1957[34]
- Rang 2 in der Abfahrt am 6. April 1957 in Squaw Valley[35]
- Rang 2 in der Lauberhornabfahrt am 10. Jänner 1959[36][37]
- Rang 3 in der Abfahrt von Chamonix am 21. Februar 1959[38]
- Rang 3 im Riesenslalom am Zettersfeld um den „Goldenen Pflug der Stadt Lienz“ am 2. Jänner 1960[39]

## Auszeichnungen
- Ende Jänner 1957: Rang 3 bei den Wahlen „Sportler des Jahres 1956“[40]